# Viên Bình
Viên Bình là một xã thuộc huyện Trần Đề, tỉnh Sóc Trăng, Việt Nam.

## Địa lý
Xã Viên Bình nằm ở phía tây huyện Trần Đề, có vị trí địa lý:
- Phía đông giáp xã Liêu Tú
- Phía tây giáp xã Thạnh Thới An và xã Viên An
- Phía nam giáp thị xã Vĩnh Châu
- Phía bắc giáp xã Liêu Tú và xã Viên An.

Xã Viên Bình có diện tích 32,71 km², dân số năm 2022 là 12.191 người, mật độ dân số đạt 372 người/km².

## Hành chính
Xã Viên Bình được chia thành 3 ấp: Đào Viên, Lao Vên, Trà Ông.

## Lịch sử
Ngày 7 tháng 7 năm 1982, Hội đồng Bộ trưởng ban hành Quyết định số 111-HĐBT về việc thành lập xã Viên Bình thuộc huyện Mỹ Xuyên trên cơ sở một của xã Viên An.
Ngày 16 tháng 9 năm 1989, Hội đồng Bộ trưởng ban hành Quyết định số 128-HĐBT về việc sáp nhập một phần của xã Viên Hòa mới giải thể vào xã Viên Bình.
Sau khi phân vạch địa giới hành chính, xã Viên Bình có 2.446,56 ha diện tích tự nhiên và 4.734 nhân khẩu.
Ngày 23 tháng 12 năm 2009, Chính phủ ban hành Nghị quyết số 64/NQ-CP về việc chuyển xã Viên An thuộc huyện Mỹ Xuyên về huyện Trần Đề mới thành lập quản lý.